# AS Béziers (2007)
Avenir Sportif Béziers là một câu lạc bộ bóng đá Pháp được thành lập năm 2007 bởi sự hợp nhất của AS Saint-Chinian, FC Béziers Méditerranée và Béziers-Méditerranée Football Cheminots. Đội có trụ sở tại thị trấn Béziers và sân vận động của họ là Stade de Sauclières.
Ý tưởng hợp nhất ba đội bóng đá để có một đội vô địch xuất hiện vào năm 2006, nhưng một đội nghiệp dư Championnat de France (CFA) đã không được tạo ra cho đến năm 2007. Vì Béziers đã lần đầu tiên giành được sự thăng hạng  lên giải bóng đá chuyên nghiệp vào mùa 2017/2018, và hiện đang chơi ở Ligue 2, giải bóng đá hạng hai ở Pháp.

## Đội hình hiện tại
| No. |         | Position | Player            |
| --- | ------- | -------- | ----------------- |
| 1   | Brazil  | GK       | Macedo Novaes     |
| 3   | France  | DF       | Junior Bakayoko   |
| 4   | Algeria | MF       | Mehdi Mostefa     |
| 6   | France  | DF       | Leandro Morante   |
| 7   | France  | MF       | Enzo Reale        |
| 8   | France  | MF       | Seiti Touré       |
| 9   | France  | FW       | Romain Montiel    |
| 10  | Morocco | DF       | Rédah Atassi      |
| 11  | France  | MF       | Bilel El Hamzaoui |
| 12  | France  | FW       | Kévin Testud      |
| 14  | Spain   | MF       | Francisco Roldan  |

| No. |            | Position | Player                                  |
| --- | ---------- | -------- | --------------------------------------- |
| 16  | France     | GK       | Vincent Viot                            |
| 17  | France     | MF       | Adam Boujamaa                           |
| 18  | France     | FW       | Yanis Ammour (on loan from Montpellier) |
| 20  | France     | DF       | Robin Taillan                           |
| 21  | Guadeloupe | DF       | Mickaël Tacalfred                       |
| 22  | France     | MF       | Victor Elissalt                         |
| 23  | France     | FW       | Ahmed Soukouna                          |
| 29  | Croatia    | MF       | Mario Burić                             |
| 40  | France     | GK       | Yan Marillat                            |
| —   | France     | FW       | François-Xavier Fumu Tamuzo             |

## Lịch sử
Kể từ năm 2006, một dự án hợp nhất giữa ba câu lạc bộ biterrois, Avenir Sportif Saint-Chinian, Câu lạc bộ bóng đá Béziers Méditerranée và Béziers-Méditerranée Football Cheminots, bị đẩy lùi bởi các vấn đề quản lý khác nhau. Một trong những vấn đề, dường như nhỏ, là sự lựa chọn màu sắc của câu lạc bộ mới. Trong khi Avenir Sportif Saint-Chinian bắt nguồn từ màu vàng và đen, hai câu lạc bộ khác muốn thấy câu lạc bộ tô điểm cho màu đỏ và màu xanh, màu của thành phố Béziers.
Vào năm 2007, ba câu lạc bộ đã đạt được một thỏa thuận và hợp nhất vào AS Béziers. ASB sau đó tham gia vào CFA 2, với một bộ phận đến từ câu lạc bộ cũ của AS Saint-Chinian, xếp hạng tốt nhất trong ba câu lạc bộ trước khi hợp nhất. Tuy nhiên, mùa giải đầu tiên này chủ yếu được dành cho cải thiện thể thao và hành chính, và câu lạc bộ bị xuống hạng của giải đấu của họ vào cuối mùa giải.
Vào cuối năm sau, ASB trở lại CFA 2, và là đội đầu tiên trong nhóm của họ và thấy một lần thăng hạng mới chỉ hai năm sau khi bị xuống hạng trong khu vực, giành được danh hiệu vô địch CFA 2. Trong mùa giải đầu tiên tại CFA, AS Béziers lên xuống liên tục và gần như xuống hạng trước khi được giữ lại do số lượng nâng cấp hành chính cao trong các câu lạc bộ khác.
Trong ba mùa giải tiếp theo, câu lạc bộ giữ vị trí thấp trong CFA, mùa giải 2014-2015 sẽ là lịch sử đối với Xavier Collin và các cầu thủ của ông ấy kể từ khi câu lạc bộ lần đầu tiên được thăng hạng Championnat National. lịch sử. Đây là một mùa giải đặc biệt cho câu lạc bộ, ngay cả khi danh hiệu CFA được giành bởi câu lạc bộ CS Sedan Ardennes. Xavier Collin, trong tinh thần phấn chấn vì danh hiệu huấn luyện viên xuất sắc nhất CFA của năm, đã chuẩn bị cho mùa giải đầu tiên của câu lạc bộ ở cấp độ thứ ba của bóng đá Pháp, bắt chước các đội bóng từ Béziers, người đã đưa câu lạc bộ AS Béziers thi đấu tại giải hạng hai trong những năm 1980 
Sau ba mùa giải của câu lạc bộ duy trì chính mình ở Championnat National, đội kết thúc ở bước thứ hai trên bục vô địch dưới thời Mathieu Chabert vào ngày cuối cùng của mùa giải 2017-2018, củng cố vị trí trong bóng đá chuyên nghiệp Pháp, điều này cho phép câu lạc bộ thăng hạng Ligue 2.

## Lịch sử thể thao
Vào cuối mùa giải 2017-2018, AS Béziers đã tham gia ba lần tại Championnat National, năm lần trong CFA và hai lần trong CFA 2.
Đội cũng đã tham gia mười một lần Coupe de France.
Các giải đấu mà câu lạc bộ giành được là năm 2009 DH Languedoc-Roussillon và 2010 Championnat National 3, đội cũng là phó vô địch của mùa giải 2017-18 Championnat National 

## Sân vận động
Sân vận động chính của câu lạc bộ là Stade de Sauclières trước đây được sử dụng bởi câu lạc bộ AS Béziers Hérault trong thời kỳ huy hoàng của đội. Đội nằm trên đại lộ Fernand Sastre ở Béziers.
Câu lạc bộ cũng có thể được cho mượn sân vận động Stade de la Méditerranée bởi câu lạc bộ bóng bầu dục AS Béziers Hérault.
Stade de la Présidente trên đại lộ Pierre de Coubertin cũng được sử dụng để đào tạo.
Cuối cùng, sân Stade de la Plaine de Montfloures cũng được câu lạc bộ sử dụng.